# Angiostrongylus costaricensis
Angiostrongylus costaricensis é um helminto nematódeo causador da angiostrongilose abdominal. É endémico do continente americano. Roedores silvestres são hospedeiros definitivos e moluscos terrestres, como o caramujo-gigante-africano (de nome científico Achatina fulica) são hospedeiros intermediários, parasitando ocasionalmente seres humanos. O Angiostrongylus costaricensis Moreira e Céspedes (1971) foi primeiramente diagnosticado em crianças na Costa Rica.

## Anatomia
Nos dois sexos, a abertura oral é rodeada por pequenos lábios. O macho mede 20 mm, com uma bolsa copulatória e duas espículas de 0,3 mm. A fêmea mede 33 mm, e o ânus e a vulva estão localizados próximos da extremidade caudal.

## Ciclo de vida
No hospedeiro definitivo: o parasito, nos ramos das artérias mesentéricas, acasala-se e as fêmeas eliminam ovos na mucosa intestinal, onde eles eclodem e originam larvas que são expelidas nas fezes.
No hospedeiro intermediário: as lesmas ingerem as larvas infectantes e estas evoluem até a forma infectante para o hospedeiro vertebrado
A infecção ocorre através da ingestão de moluscos infectados ou alimentos contaminados com sua secreção mucosa.
Nos humanos, por serem hospedeiros anormais, não há liberação de larvas, mas formam-se nódulos na submucosa intestinal.
Há um caso recente de contaminação por ingestão, como o do jogador australiano de rúgbi Sam Ballard, que em 2010 ingeriu uma lesma do seu jardim em um desafio feito por amigos em um churrasco.

## Sintomatologia
As manifestações clínicas da angiostrongilose são abdominais, além de febre e astenia, dor que  simula apendicite ou cecite, pois o parasito localiza-se nos ramos da artéria mesentérica superior, onde pode causar obstrução e necrose regional. Existe também uma variante que se instala nas meninges, ocasionando uma meningite eosinofílica, caracterizada por uma dor de cabeça intensa, sonolência, e em casos mais graves, a necrose do tecido meningoencefálico e posterior morte do indivíduo afetado.

## Patogenia
Na maioria dos casos, as lesões estão localizadas na região ílio-cecal. Outros locais: flexura hepática, cólon descendente, linfonodos regionais, fígado, testículos.
O verme adulto pode causar danos no endotélio, induzindo trombose e necrose. Ou os produtos de excreção, ovos, larvas podem causar reação inflamatória.
Esses fenômenos, a susceptibilidade dos pacientes, a localização do parasita determina as diferenças clínico-patológicas.

## Diagnóstico
O diagnóstico clínico é baseado nos sintomas, que podem ser confundidos com apendicite. Algumas vezes, o diagnóstico é feito depois da cirurgia. Exames com bário podem mostrar danos no cólon, que parecem malignos.
Nos ratos infectados, a larva no primeiro estágio pode ser facilmente identificada, entretanto isso não ocorre em humanos, nos quais um teste imunológico (imunoeletroforese ou imunodifusão) deve ser usado para confirmar os casos suspeitos.
A aglutinação pelo látex (rápida e barata) dá resultados sensíveis e específicos.

## Profilaxia
O controle dessa doença se faz pelo combate aos roedores, pelo cuidado no preparo dos alimentos e cuidados básicos de higiene, como lavar as mãos.

## Tratamento
Cirurgia, quando necessário. Entretanto se o aumento da doença for auto-limitado, podem ser usadas drogas com “remissão” dos sintomas, tais como: dietilcarbamazina, tiabendazol e albendazol.
Não há evidências objetivas que a cura provenha do uso dessas drogas.
Experimentos mostram que o parasita é excitado com as drogas, em vez de ser morto, causando migrações erráticas e piorando as lesões, assim em alguns pesquisadores acreditam que o bloqueio da oviposição pode ser benéfico como estratégia para o tratamento.
Em experimentos realizados, animais que receberam fenantrolina obtiveram, quase sempre, as médias mais baixas de larvipostura por dia após a infecção.

## Epidemiologia
A doença foi observada em crianças da Costa Rica no início dos anos 50, e o parasita foi descrito em 1971. Casos em seres humanos foram relatados dos Estados Unidos à Argentina, também em ilhas Caribenhas. Em 1993, mais de 650 casos foram diagnosticados na Costa Rica (21.6 casos por 100,000 pessoa ao ano). Um caso autóctone foi reportado, mais recentemente, na África (Zaire).
No Brasil, segundo Pena et al, até 1995 apenas 42 casos haviam sido reportados, sendo 27 no Rio Grande do Sul, 4 em Santa Catarina, 4 no Paraná, 3 em São Paulo, 2 no Distrito Federal, um em Minas Gerais e um em Espírito Santo.
Contudo, trazido inadvertidamente por um navio, o caramujo infestou o litoral brasileiro, tornando-se a angiostrongilose uma doença endêmica brasileira, ainda que exótica. A Prefeitura de Ilhabela recomenda que os moradores destruam os caramujos-gigantes-africanos  por ter se tornado um parasita de fácil reprodução que, além de ser uma praga agricola,  pode ser vetor de patologias, como a própria angiostrongilose abdominal. 